# Adães (Oliveira de Azeméis)
Adães é um lugar de Oliveira de Azeméis, Macinhata da Seixa, Madaíl, Santiago de Riba-Ul e Ul, do concelho de Oliveira de Azeméis e Área Metropolitana do Porto. Localiza-se no extremo ocidental da freguesia, concretamente, na fronteira com Loureiro.
É um lugar com um grande tradição ligada à indústria do arroz. A PROLEITE, Cooperativa Agrícola de Produtores de Leite transferiu em 2012 as suas instalações para este lugar.

## História
Adães era, em 1747, uma aldeia portuguesa meeira com as freguesias de Santa Maria de Ul, e São João de Loureiro, no Concelho da Bemposta, Comarca Eclesiástica da Feira, Bispado do Porto, Província da Beira. Os primeiros seis meses do ano pertenciam à freguesia de São João de Loureiro, e os outros seis a Santa Maria de Ul; e numa Quaresma se desobrigavam nuam freguesia, e na outra Quaresma, na outra. E da mesma sorte pagavam meios dízimos à freguesia de Ul, e meios à de Loureiro.
Havia aqui uma ermida de invocação de Nossa Senhora do Pilar, que se tratava com todo o asseio, tendo sido reedificada pelos anos de 1653 por Francisco Pais Ribeiro, sendo em 1747 administrador dela seu filho Manuel Pais Ribeiro. Tinha esta ermida um altar com seu retábulo, entalhado em madeira, feito com muita miudeza de obra salomónica. A Senhora estava no meio do altar, acompanhada da parte do Evangelho com a imagem de São Nicolau de Tolentino, e da parte da Epístola com São Francisco recebendo as chagas. Havia nesta capela um legado para se cantar todos os anos em dia de São Nicolau de Tolentino, a 10 de Setembro, uma missa de três padres, e no mesmo dia cinco missas rezadas. Cantavam a missa alternadamente os dois párocos de Santa Maria de Ul, e São João de Loureiro. Havia outro legado de uma missa rezada todas as segundas-feiras do ano, pela alma do instituidor desta capela, cuja conta tomava o Provedor da Comarca de Esgueira. Nesta ermida escolheu jazigo a família dos instituidores, e nela existiam já duas sepulturas.